# محمد إبراهيم الفزاري
محمد إبراهيم الفزاري (و. القرن 8 – القرن 9 م) هو عالم فلك، ولغوي، ورياضياتي، ومترجم، وفيلسوف، من عباسي. ولد في الكوفة.توفي في بغداد.
لعب الفزاري دورًا محوريًا في التطور الأولي للتعاليم الفلكية العربية من المصادر الهندية والساسانية واليونانية، ولكن لا يوجد أي شيء تقريبًا من أعماله حاليًا. وحتى هويته ليست مؤكدة تمامًا؛ يوجد بعض الغموض بين كاتبي السيرة الذاتية لمفكري العصور الوسطى حول ما إذا كان «إبراهيم بن حبيب الفزاري» و«محمد بن إبراهيم بن فزاري» ما هما إلا شخصان مختلفان -أي الأب والابن- أم أنهما نفس الشخص. وعلى أية حال، تشير أدلة مختلفة على أنهما نفس الشخص.
يبدو أن هذا الشخص كان سليلًا لعائلة قديمة في الكوفة (بالقرب من النجف في العراق الحديث)، كما يبدو أنه كان يعمل في علم الفلك والتنجيم - وخاصة في تأليق الكتيبات الفلكية مع جداول لحساب المواقع السماوية (زيج) -خلال ولاية المنصور (حكم: 754-775) والخلفاء العباسيين اللاحقين. ساعد في الإشراف على البرج الذي اختار التاريخ الميمون لتأسيس بغداد في عام 762. شارك في أوائل سبعينات القرن الثامن الميلادي بناءً على طلب الخليفة في ترجمة نص فلكي باللغة السنسكريتية أحضره فلكي هندي إلى بغداد. استند الفزاري في كتابه «زيج السند هند الكبير» (الجداول الفلكية الكبرى في السند هند) على ذاك العمل. ألف ربما بعد عقد أو نحو ذلك كتاب آخر بعنوان "زيج على سني العرب" (الجداول الفلكية حسب سنوات العرب). قام الفزاري أيضًا بتأليف -على ما يبدو في تقليد أسلوب الأطروحات الفنية باللغة السنسكريتية- قصيدة طويلة عن علم الفلك و/ أو علم التنجيم بعنوان " في علم (أو هيئة) النجوم (قصيدة عن علم [أو تكوين] النجوم). ذُكِرَت بعض الملاحظات المتناثرة حول هذه الأعمال في أعمال مؤلفين لاحقين.
تُنسَب هذه الأعمال إلى الفزاري أيضًا، ولكنها معروفة العناوين فقط، وهي: «كتاب المقياس للزوال» (كتاب حول قياس الظهيرة)، و«كتاب العمل بالأسطرلاب المسطح» (كتاب حول استخدام الأسطرلاب)، قيل بأن الفزاري كان أول مسلم يصنع أسطرلاب مستوي. وفي الواقع، ووفقًا للعديد من كاتبي السيرة الذاتية، كان رائدًا وفذًّا في العلوم الفلكية. وصلتنا معظم المعرفة الحالية حول الفزاري من البيروني؛ وهو عالم الفلك عاش في القرن الحادي عشر. كان البيروني أكثر انتقادًا وتشكيكًا في بعض أفكار الفزاري، إذ يعتقد البيروني باحتمال وجود أخطاء ارتكبها الفزاري وزميله يعقوب بن طارق في تفسير المصطلحات أو التقنيات الفلكية السنسكريتية في العمل الذي ترجموه.
كما ذكر أعلاه، اعتمد الفزاري في كتابه الأول على نصوص باللغة السنسكريتية (على الأرجح بعنوان: «السيدهانتا العظيم» أو السند هند)، ويبدو أنه أضاف إليه قدر كبير من المعلومات من مصادر أخرى. ويبدو أن السيدهانتا يعود للتعاليم الفلكية الهندية المرتبطة بالسيدهانتا لبراهماغوبتا، ولكن الصفات التي نسبها كتاب لاحقون لكتاب «زيج السند هند الكبير» في تعليقاتهم كانت مزيج انتقائي (وفي بعض الأحيان متناقض بشكل قاطع)، وهذا يشمل المقاييس والعمليات المستمدة من المدارس الهندية المتنافسة ومن التعاليم الفلكية الساسانية الفارسية، مع القليل التأثير البطلمي كذلك.
يُنسَب إلى الفزاري ابتكار تحويل الحسابات الهندية الكوكبية التي تتضمن مليارات الدورات الفلكية إلى تلك التي تستخدم النظام الستيني للحركات الوسطية (في الواقع، قام علماء الفلك الهنود أيضًا بجدولة واستخدام الحركات الوسطية بالنظام الستيني). كان تصميم كتابه الثاني، وفقًا لأحد الجداول الواردة في أعمال لاحقة، لتمكين المستخدم من العثور على المواقع المطلوبة للتواريخ في التقويم العربي. حتى هذه المراجع المجزأة تكفي لإظهار أن مساهمات الفزاري كانت تمتلك تأثير كبير على علم الفلك العربي الناشئ، على الرغم من أن عمله ككل لا يمكنه أن يجاري المقالات والأعمال اللاحقة.

## حياته
ترعرع أبو عبد الله الفزاري في بيت علم فقد تتلمذ على يدي أبيه أبي إسحاق إبراهيم بن حبيب الفزاري أحد كبار علماء الهيئة في عصره. وكان قد نال شهرة عظيمة جدا في علمي التنجيم وتقويم الشهور. هاجر الفزاري إلى بغداد عام 144هـ /747 م. ليستزيد في علمه من العلماء الكبار الذين قطنوا بغداد مركز الحضارة في ذلك الوقت. ولقد أولى الفزاري دراسة اللغات الأجنبية عناية كبيرة وخاصة اللغة السنسكريتية التي بذل فيها جهدا عظيما لرغبته في معرفة ما وصل إليه علماء الهند القدماء في أرصادهم.

## مسيرته العلمية
ولقد أهلته قدراته اللغوية هذه إلى أن ينضم إلى فريق الترجمة في بيت الحكمة التي بناها أبو جعفر المنصور. وقد نال الفزاري احترام الخليفة فأحاطه بالرعاية والتقدير لعلمه الغزير.
وفي بيت الحكمة عكف الفزاري على ترجمة العلوم الفلكية والرياضية من المصادر الهندية إلى اللغة العربية. ولقد كان لاطلاعه المباشر على العلوم الهندية في علم الفلك التجريبي أن جعل هذا العلم يستند على الاستقراء والملاحظة الحسية لجميع الأرصاد التي تعلل حركات الكواكب والأجرام السماوية. فاستطاع الفزاري أن يصنع أول أسطرلاب في الإسلام. وكان الفزاري من المغرمين بعلم الأرصاد لدرجة كبيرة حتى إنه نظم قصيدة في النجوم توحي بحبه الشديد لهذا الفن وصارت قصيدته يضرب بها المثل بين علماء العرب والمسلمين في مجال علم الفلك[1].
وفي عام 155هـ / 772 م. جاءت بعثة من الهند ومعها كتاب سدهانتا الذي يحتوي على معلومات ثمينة عن علم الهيئة. فطلب الخليفة العباسي أبو جعفر المنصور من الفزاري أن يقوم على ترجمة هذا الكتاب إلى اللغة العربية وتصنيف كتاب على غراره. ولم يكن الفزاري لينتظر هذا الطلب فقد عكف على ترجمته وأسماه كتاب السند هند الكبير. ولقد كان لهذا الكتاب تأثير عظيم في التصويرات الهندية لحركة الكواكب التي نتج عنها عمل الأرصاد العديدة في البلاد العربية والإسلامية، وهو ما جعل لترجم ته مكانة كبيرة بين علماء الفلك من بعد الفزاري إذ أصبح المرجع الأساسي الذي استخدمه العلماء في علم الفلك إلى أيام الخليفة العباسي المأمون.
وفي القرن الثالث الهجري / التاسع الميلادي تناول محمد بن موسى الخوارزمي كتاب السند هند الكبير بالدارسة عن قرب فرأى أن يختصره ويصححه ويستخلص منه زيجا وبالفعل قام بهذه المهمة على أكمل وجه فحل زيج الخوارزمي محل كتاب الفزاري.

## مؤلفاته
له مؤلفات عديدة في الفلك، أهمها:
1. القصيدة في علم النجوم
2. كتاب المقياس للزوال
3. كتاب الزيج على سني العرب
4. كتاب حساب أوساط الكواكب بالتاريخ العربي
5. كتاب العمل بالإسطرلاب المسطح.